# Pier Francesco Mazzucchelli

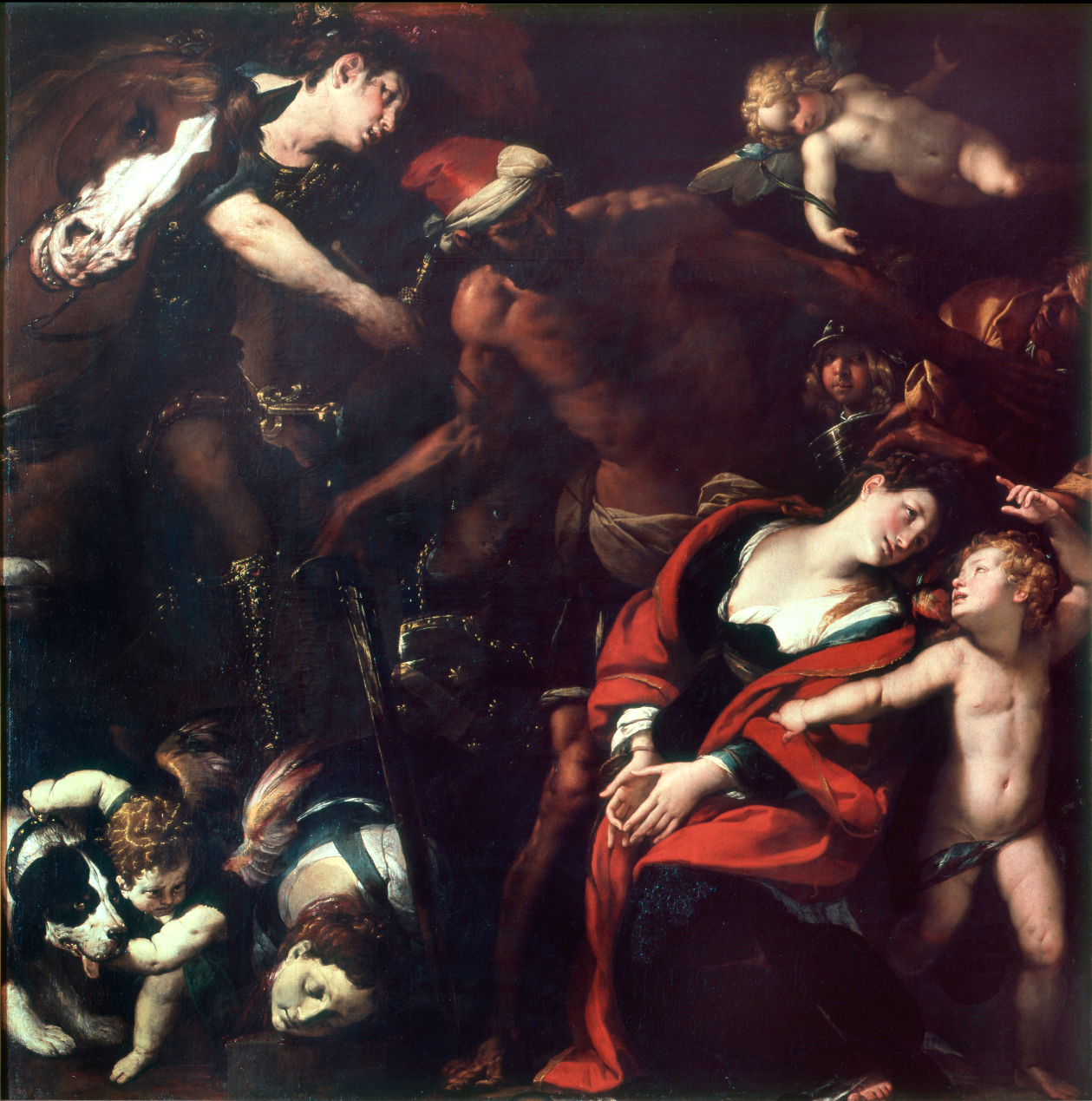
O martírio dos Santos Secunda e Rufina. Pintura de Il Morazzone, Giulio Cesare Procaccini e Giovanni Battista Crespi (1620-1625)

Pier Francesco Mazzucchelli (vulgarmente conhecido como il Morazzone; 3 de julho de 1573-1626) foi um pintor italiano da época barroca, em Milão. 
Nasceu em Morazzone, perto de Varese, Lombardia, filho de um pedreiro, que logo após o seu nascimento mudou-se para Roma. Lá, foi influenciado por Ventura Salimbeni e Giuseppe Cesari, conhecidos como Cavalier D'Arpino, começou a trabalhar em estilo maneirista. Em Roma, ele pintou algumas telas e também o seu primeiro frescos (Adoração dos Magos e Visitação), em San Silvestro, em Capite (1596). 
Mazzucchelli voltou a Milão em 1597. Na Lombardia, ele pintou frescos para a Cappella del Rosario, em San Vittore, Varese (1599), e trabalhou em algumas das Sacri Monti dos Alpes. Essa actividade começou com a Subida ao Calvário (1602-1606) na capela do Monte Sacro de Varallo onde ele foi influenciado por Gaudenzio Ferrari, e desenvolveu um estilo mais dramático. Em 1608-1609, ele completou a Flagelação na capela do Monte Sacro, de Varese, e em seguida, regressou a Varallo, para a capela Ecce Homo (1610-13). A última desta série é a Capela Porciúncula (1616-20) no Monte Sacro, de Orta. Os seus outros frescos incluem a Cappella della Buona Morte, em San Gaudenzio, Novara, e Profetas na Piacenza Sé, concluído após a sua morte pelo pintor bolonhês Guercino. 
Mazzucchelli também pintou retábulos para muitas igrejas no norte de Itália e telas para coleccionadores privados. Ele colaborou com Giovanni Battista Crespi (Il Cerano) e Giulio Cesare Procaccini na pintura do Quadroni de San Carlo Borromeo para o Duomo de Milão. Entre os alunos e os seguidores de Morazzone, estavam Francesco Cairo, Stefano e Gioseffo Danedi, Isidoro Bianchi, Giovanni Paolo e Giovanni Battista Recchi, Paolo Caccianiga, Tommaso Formenti, e Giambatista Pozzi.